# باربرا فان بيك
باربرا فان بيك (16 فبراير 1629-1668)، ريادية ومشهورة، عاشت طول فترة عمرها بحالة مرضية حيث كان وجهها واجزاء عدة من جسمها مغطاة بالشعر.

## حياتها المبكرة
ولدت باربرا ارسلي في اوغسبرغ، المانيا عام 1629.  والديها آن وبالثازار أورسلر. برزت عائلة أورسلر وجود إبنتهم باربرا في العروض، كما قاموا بتدريسها في المدارس. لاحقا، تزوجت باربرا من جون فان بيك واصبحت باربرا فان بيك، حصل الزوجين على طفل واحد وأصبح زوجها مديرها. يقال أن زوجها تزوج بها بهدف جني الأموال عن طريق ظهور زوجته في العروض.

## ظهورها العام
أصبحت باربرا فان بيك مشهورة عالمياً وتجولت في أوروبا كي تظهر في العروض. في عام 1655، سافرت فان بيك إلى لندن للمرة الأولى. وفي عام 1657، سجل رؤيتها جون ايفيلن في عرض مع وجود عروض أخرى ملحوظة في تلك الفترة. كتب في مذكراته انها عزفت بشكل جيد على القيثارة. وصف صديق ايفيلن، صموئيل بيبس رؤيته لإمرأة لها نفس الصفات المذكورة في يومياته، ودار آنذاك نقاش سواء ما إذا كانت نفس الشخص أم لا.
ظهرت باربرا فان بيك، بشكل عام في مدينة بوفيه بفرنسا عام 1660، وصنع ريتشارد جايوود صورة فنية تمثلها وتم إستخدامها للإعلان عن العرض، وتم إرسال نسخة إلى السلطات المحلية للحصول على الإذن لتقديم العروض. إنطلاقاً من هذه النقطة، فإن بيك كانت قد ازدادت شهرتها، وكانت قد تلقت الإنتباه في باريس (المكان الذي ظهرت فيه 1645) ومدن فرنسية أخرى.
ظهرت فان بيك عام 1668 في لندن، وتمت رؤيتها بواسطة هوجلار جاكوبسين، وكتب عنها في كتاب ثوماس بارثولين والذي يسمى "Acta Medica et Philosophica Hafnensis". كان قد صُدم بطول ونعومة شعر وجهها، كما أوصى بفحص أعضاء باربرا التناسلية لرؤية ما إذا كان هناك تشابه مع القرد. بعد عام 1668، لم يعد هناك ذكر لباربرا والبعض تكهن بوفاتها في نفس السنة.

## الحالة المرضية
باربرا كانت مصابه بحالة فرط نمو الشعر، والذي يسمى أيضاً بمتلازمة آمبراس.

## الرسومات

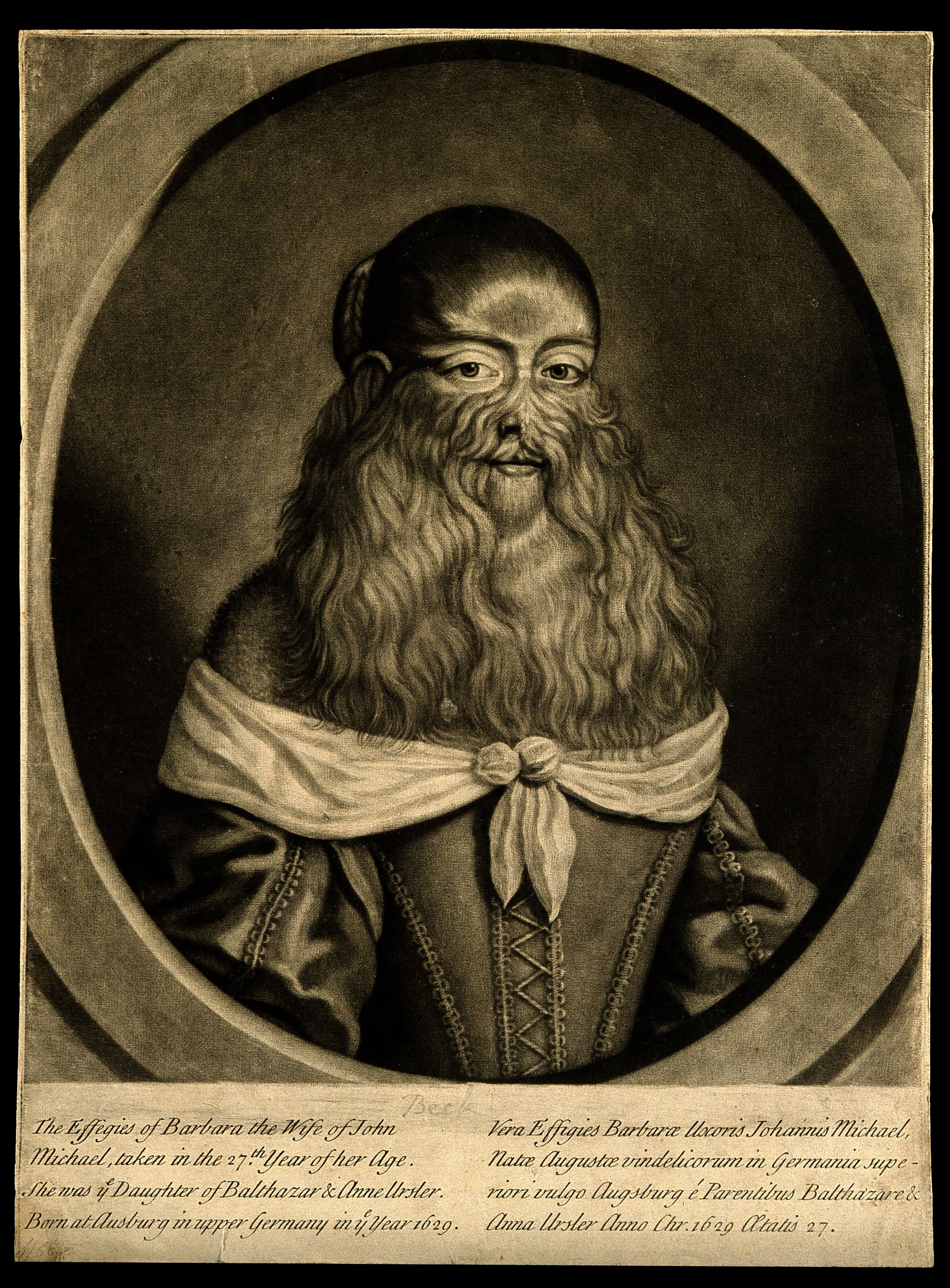
نقش فان بيك بواسطة ج.سكوت.
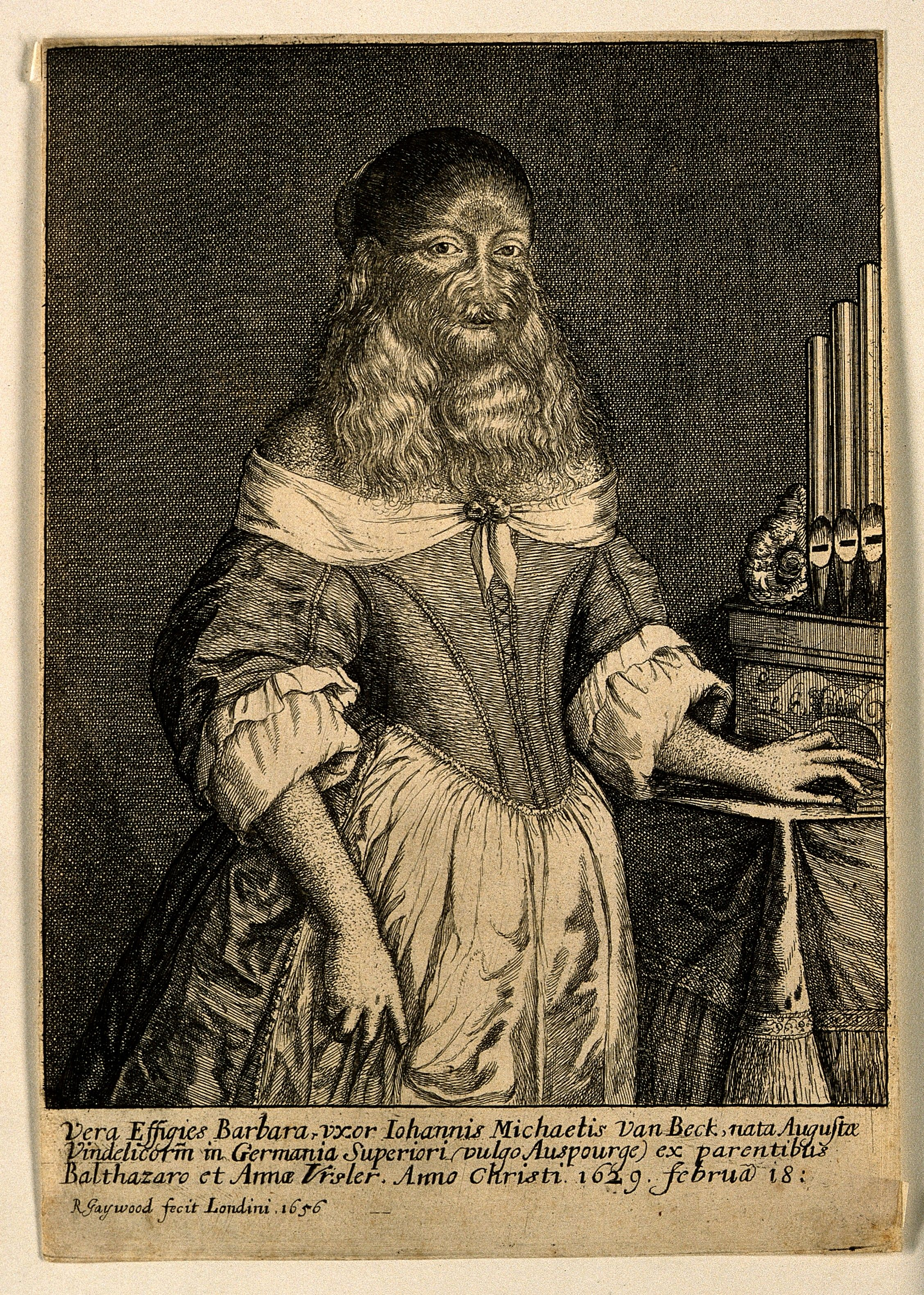
رسمة لفان بيك وبجانبها الأرغن من قبل الرسام ريتشارد جايوود
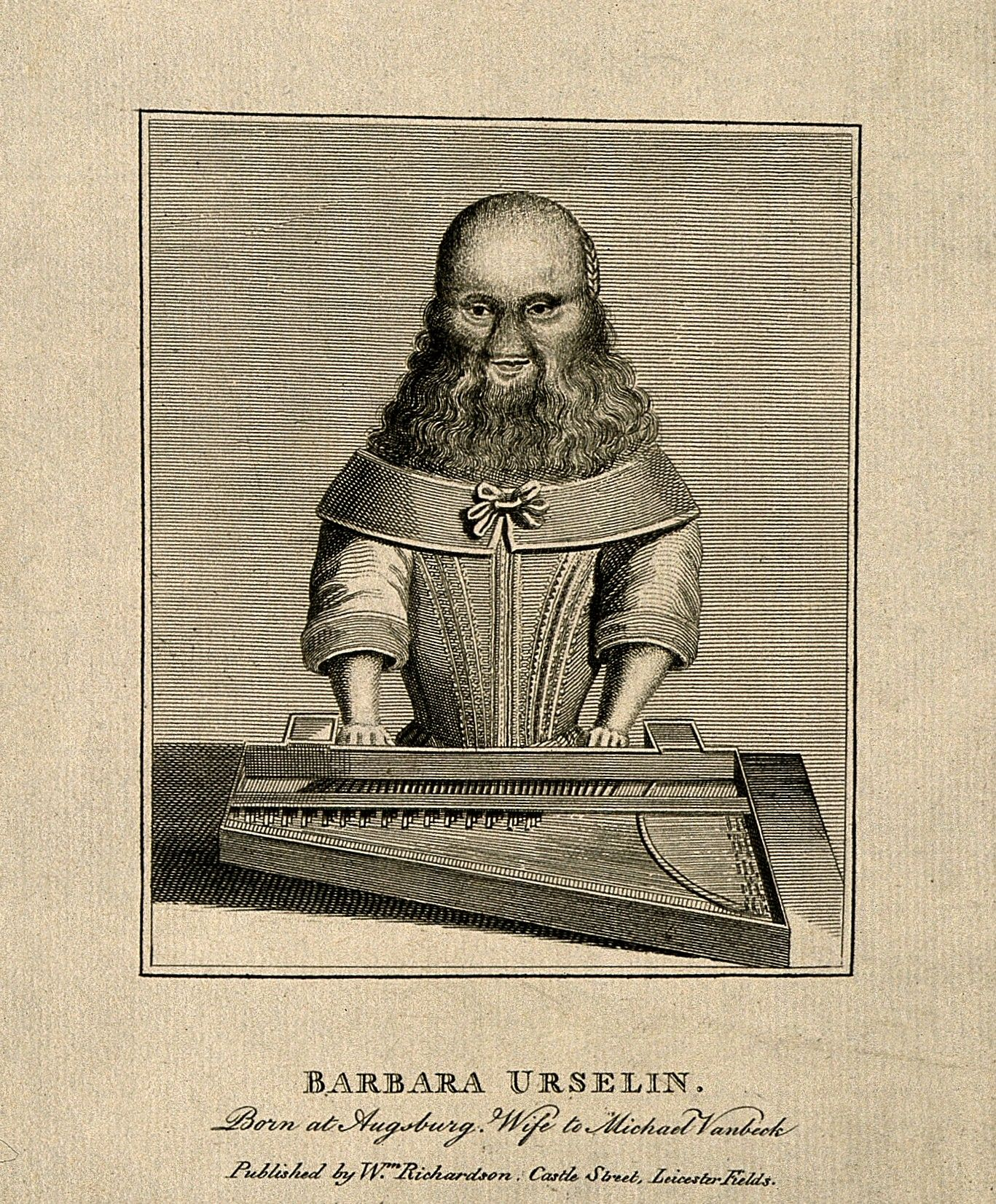
صورة لباربرا فان بيك وهي تعزف على القيثارة، والتي نشرها ويليام ريتشاردسون
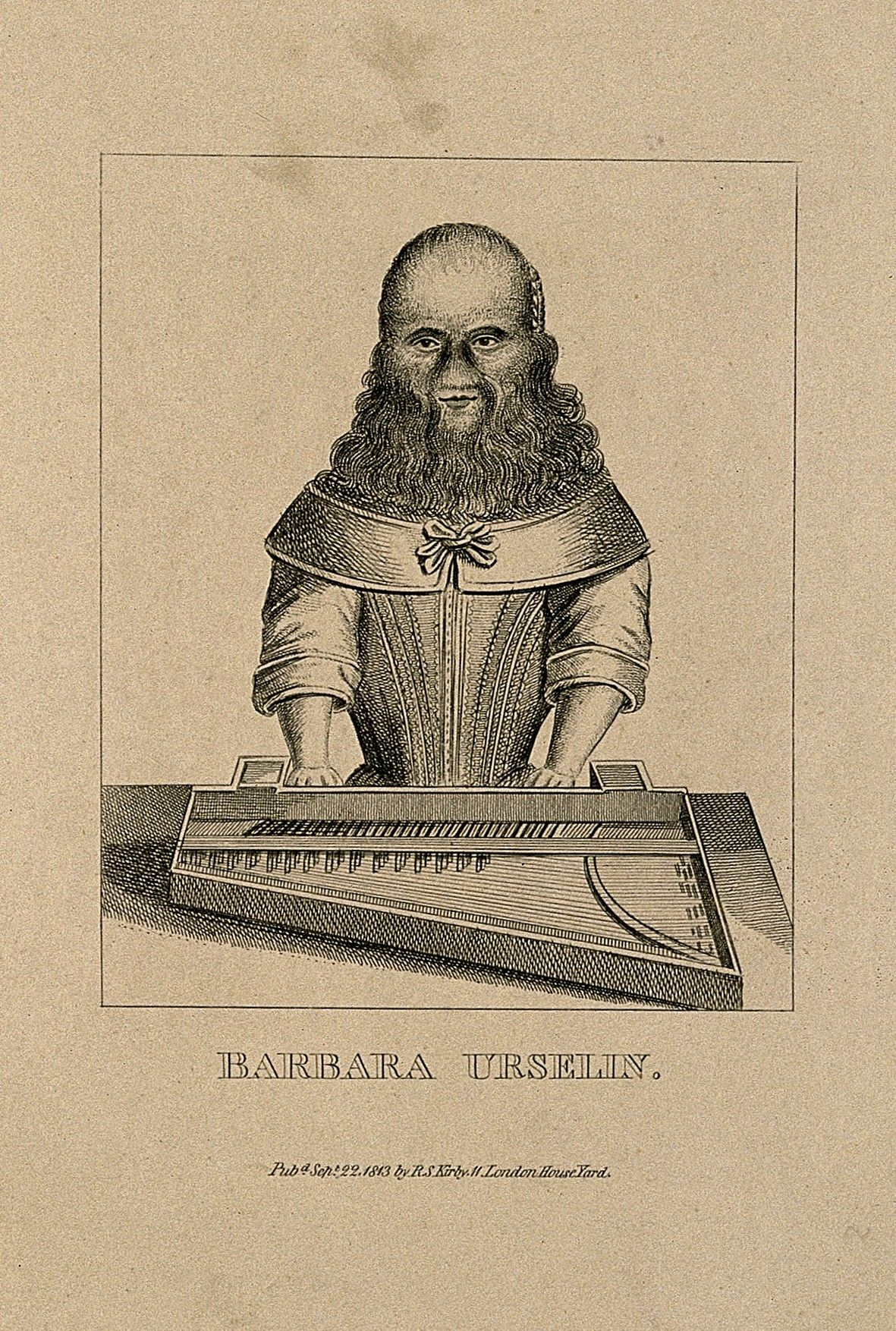
رسم بواسطة آر إس. كيربي بنقطة تعود ل 1813 وفيها فان بيك تعزف على القيثارة.

تم عمل نقوش فان بيك من قبل العديد من النقاشين. صورت هـ. وينز شكل باربرا بشكل كامل في عام 1638. صورها إسحاق برونين في عام 1653 وصورها ريتشارد جايوود وهي واضعةً يدها اليسرى على أرغن مع معلومات حول ولادتها وحياتها الشخصية. ابتكر الحفار ويليام ريتشاردسون نقشًا لها وهي تلعب على الهاربسكورد.
تم عمل صورة لفان بيك في عام 1640 وهي ترتدي «ثوبًا حريريًا باهظًا، مع خط رقبة منخفض وعصري». لاحظت المؤرخة أنجيلا ماكشين أن «هذه لوحة رفيعة المستوى تم تنفيذها بشكل جميل»، وسلطت الضوء على أن صور فان بيك تختلف عن الصور الفيكتورية اللاحقة التي تصور «الأشخاص غريبي المناظر».